# Network Rail
Network Rail is de Britse spoorwegbeheerder. Network Rail heeft in oktober 2003 de vorige railinfrabeheer van het Verenigd Koninkrijk, de commerciële spoorwegbeheerder Railtrack Group Plc., overgenomen voor 500 miljoen Britse pond. 
Dit gebeurde na een reeks zware dodelijke ongevallen, die te wijten waren aan een slecht onderhoud. De overheid verweet Railtrack ervan dat het bedrijf de noodzakelijke onderhoudswerken van de sporen niet uitvoerde. In het kader van kostenvermindering (winstmaximalisatie), werd niet meer geïnvesteerd in veiligheid en onderhoud.
Als reactie hierop nationaliseerde de overheid Railtrack. Het bedrijf werd geherstructureerd, waarbij in tegenstelling tot Railtrack de winst niet terugvloeit naar de aandeelhouders, maar de gegenereerde winst opnieuw wordt geïnvesteerd in de staat van het spoor.
Het bedrijf beheert 21.000 mijl (ongeveer 33.800 kilometer) spoor en heeft ongeveer 35.000 mensen in dienst.
In 2003 besloot Network Rail om het onderhoud weer zelf ter hand te nemen en niet langer uit te besteden aan aannemers.